# Batticaloa (district)
Batticaloa (Singalees: Maḍakalapuva; Tamil: Maṭṭakkaḷappu) is een district in de Oostelijke Provincie van Sri Lanka. Batticaloa heeft een oppervlakte van 2854 km² en telde in 2007 515.857 inwoners. De hoofdstad is de stad Batticaloa.

## Bevolking
Het district Batticaloa telt ruim 0,5 miljoen inwoners, waarvan het merendeel, 375.341 personen, in dorpen op het platteland woont (71,3%).
| Volkstellingsjaar | 1981    | 2001    | 2012    |
| ----------------- | ------- | ------- | ------- |
| Inwonersaantal    | 330 333 | 486 447 | 526 567 |

### Etniciteit
In 2012 vormeden Tamils de grootste bevolkingsgroep met 383.008 personen, oftewel 72,7% van de totale bevolking. De grootste minderheid vormden de Sri Lankaanse Moren (133.854 personen, oftewel 25,4%). De Singalezen vormden slechts 1,3% van de bevolking (ca. 6.800 personen).

### Religie
Het hindoeïsme is de grootste religie (64%), gevolgd door de islam (26%), het christendom (9%) en het boeddhisme (1%).
| Religieuze samenstelling (2012) | Religieuze samenstelling (2012) | Religieuze samenstelling (2012) | Religieuze samenstelling (2012) | Religieuze samenstelling (2012) |
| ------------------------------- | ------------------------------- | ------------------------------- | ------------------------------- | ------------------------------- |
|                                 |                                 |                                 |                                 |                                 |
| Boeddhisme                      | Boeddhisme                      |                                 | 1,2%                            | 1,2%                            |
| Islam                           | Islam                           |                                 | 25,5%                           | 25,5%                           |
| Hindoeïsme                      | Hindoeïsme                      |                                 | 64,4%                           | 64,4%                           |
| Christendom                     | Christendom                     |                                 | 9,0%                            | 9,0%                            |
| Geen/Overig                     | Geen/Overig                     |                                 | 0,0%                            | 0,0%                            |

Centrale Provincie (Kandy · Matale · Nuwara Eliya) · Oostelijke Provincie (Ampara · Batticaloa · Trincomalee) · Noordelijke Centrale Provincie (Anuradhapura · Polonnaruwa) · Noordelijke Provincie (Jaffna · Kilinochchi · Mannar · Mullaitivu · Vavuniya) · Noordwestelijke Provincie (Kurunegala · Puttalam) · Sabaragamuwa (Kegalle · Ratnapura) · Uva (Badulla · Moneragala) · Westelijke Provincie (Colombo · Gampaha · Kalutara) · Zuidelijke Provincie (Galle · Hambantota · Matara)